# Senderecht
Als Senderecht bezeichnet man im Urheberrecht ein Recht, das es dem Urheber exklusiv erlaubt, sein Werk durch Funk der Öffentlichkeit zugänglich zu machen. 

## Deutschland
Im deutschen Urheberrechtsgesetz (UrhG) findet es in den §§ 20, 20a Niederschlag.

### Norm
§ 20 UrhG – Senderecht
Das Senderecht ist das Recht, das Werk durch Funk, wie Ton- und Fernsehrundfunk, Satellitenrundfunk, Kabelfunk oder ähnliche technische Mittel, der Öffentlichkeit zugänglich zu machen.

### Einordnung und Entstehung
Das Senderecht ist Bestandteil eines Bündels von Verwertungsrechten, das dem Urheber eines Werkes zusteht. So hat der Urheber nach § 15 Abs. 2 UrhG namentlich „das ausschließliche Recht, sein Werk in unkörperlicher Form öffentlich wiederzugeben“. Zu diesen unkörperlichen Ausschließlichkeitsrechten zählt nach Ziffer 3 auch das Senderecht. Andere, vom Senderecht abzugrenzende Rechte der unkörperlichen Verwertung sind zum Beispiel die Aufführung (bei der ein Musikwerk dargeboten oder ein anderes Werk bühnenmäßig dargestellt wird) oder die öffentliche Zugänglichmachung (zu der es kommt, wenn ein Werk in das Internet eingestellt wird, sodass es der Öffentlichkeit von Orten und zu Zeiten ihrer Wahl zugänglich wird). Verwertungsrechte sind für Urheber wichtig, weil sie nur so die Verwertung ihrer Werke kontrollieren können: Wenn eine Nutzungshandlung kein Ausschließlichkeitsrecht des Urhebers berührt, kann der Urheber den Nutzer nämlich nicht auf Unterlassung in Anspruch nehmen. Dann verbleibt dem Urheber lediglich ein Anspruch auf Zahlung einer Vergütung oder aber gar kein Anspruch.
Das Senderecht als gesetzlich verankertes Recht existiert seit Inkrafttreten des Urheberrechtsgesetzes im Jahr 1966. Allerdings war die Sendung auch schon zuvor als Verwertungsform anerkannt, weil sie unter ein anderes Ausschließlichkeitsrecht subsumiert wurde: Auf diese Weise konnte bereits das Reichsgericht im Jahr 1926 das unerlaubte Zu-Gehör-Bringen eines Dramas von Hugo von Hofmannsthal im Rundfunk als Eingriff in die Rechte des Urhebers ansehen, indem es die Handlung als Form der Verbreitung qualifizierte. (Ein Ausschließlichkeitsrecht an der Verbreitung war im Gesetz bereits anerkannt.) Der Bundesgerichtshof ging dann 1960 dazu über, das Senderecht nicht mehr als Unterfall des Verbreitungsrechts, sondern im Wege der Analogie als eigenes, unbenanntes Recht der Werkwiedergabe zu behandeln. Der Gesetzgeber setzte dieser Rechtsprechung dann mit dem Gesetz von 1965 ein Ende, indem er ein eigenständiges Senderecht aus der Taufe hob.
In seiner ursprünglichen Fassung definierte § 20 UrhG das Senderecht als das Recht, ein Werk „durch Funk, wie Ton- und Fernsehrundfunk, Drahtfunk oder ähnliche technische Einrichtungen“ der Öffentlichkeit zugänglich zu machen. Mit der Umsetzung der Satelliten- und Kabelrichtlinie im Jahr 1998 wich dann der Terminus „Drahtfunk“ den beiden Begriffen „Satellitenrundfunk“ und „Kabelfunk“. Nach der amtlichen Begründung war damit eine bloß „redaktionelle Modernisierung“ ohne tatbestandliche Veränderung beabsichtigt, wobei der veraltete Begriff des Drahtfunks ersetzt und aus Anlass der EU-Richtlinie zwecks Klarstellung der Satellitenrundfunk ausdrücklich erwähnt werden sollte.
Zum Bereich des Senderechts zählt auch die in § 20a UrhG geregelte, so genannte europäische Satellitensendung (siehe dazu weiter unten). Weil es sich dabei um einen Spezialfall der Satellitensendung handelt, fallen die europäische Satellitensendungen ausnahmsweise nicht in den Anwendungsbereich von § 20 UrhG.
Vom Senderecht ist das Recht des Sendeunternehmens zu unterscheiden, auch wenn dieses bisweilen ebenfalls als „Senderecht“ bezeichnet wird. Das Senderecht ist eines der Ausschließlichkeitsrechte des Urhebers an seinem Werk. Das Recht des Sendeunternehmens aus § 87 UrhG ist ein eigenes Leistungsschutzrecht zu Gunsten von Unternehmen, die eine Sendung im Sinne des § 20 UrhG ausstrahlen. Wer ein Buch schreibt, wird mit dessen Schaffung zum Inhaber des Senderechts (sowie des Vervielfältigungsrechts, des Aufführungsrechts usw.) an dem im Buch verkörperten Werk und kann fortan darüber entscheiden, wer das Werk senden – etwa durch die Übertragen einer Lesung – darf. Strahlt ein Fernsehsender eine Late-Night-Show aus, wird er hingegen Inhaber des Leistungsschutzrechts des Sendeunternehmens an der ausgestrahlten Funksendung.

#### Allgemeines
Das Senderecht erfasst jeden einzelnen Vorgang, durch den ein (urheberrechtlich geschütztes) Werk der Öffentlichkeit durch Funk zugänglich gemacht wird, gleichviel welcher Art die Sendung ist (Live-Sendung vs. Wiederholung; Radiosendung vs. Fernsehübertragung mit Bewegtbild), welcher Übertragungsweg gewählt wird (terrestrisch vs. Kabel vs. Satellit) und mit welchen Kosten der Empfang belegt ist (Free- vs. Pay-TV). Der Begriff des Sendens ist im Urheberrechtsgesetz nicht definiert. Wesensmerkmal der Sendung ist jedoch, dass eine einseitige funktechnische Übertragung eines Signals von einer Sende- zu einer Empfangsanlage erfolgt, dass mithin also im Übertragungsvorgang eine einseitige Mitteilung liegt. Diese Mitteilung muss sich sodann an eine „Öffentlichkeit“ richten, wobei eine Wiedergabe „öffentlich“ immer dann ist, wenn sie „für eine Mehrzahl von Mitgliedern der Öffentlichkeit bestimmt“ ist (§ 15 Abs. 3 UrhG). Schließlich ist für den Sendungscharakter konstitutiv, dass nicht nur der Sender über den Zeitpunkt der Zugänglichmachung entscheidet, sondern dass überdies die – mit funktechnischen Mitteln bewirkte – Zugänglichmachung des Werkes für alle erreichten Mitglieder der Öffentlichkeit zur gleichen Zeit erfolgt (was jedoch nicht bedeutet, dass das Werk von allen auch tatsächlich zur gleichen Zeit wahrgenommen wird). Die Tatsache, dass viele Fernsehzuschauer TV-Sendungen mittels Video- bzw. Festplattenrekordern aufnahmen und auf diese Weise zeitverzögert betrachten, spielt für die Anwendbarkeit des Senderechts also keine Rolle.
Das Senderecht regelt, wie schon dem Begriff zu entnehmen ist, den Akt der Sendung, nicht deren Empfang. Der Empfang und der damit verbundene Werkgenuss sind – solange die Inhalte nicht wiederum öffentlich wiedergegeben werden – urheberrechtlich irrelevant. Die in Deutschland für Haushalte anfallende Rundfunkgebühr hat deshalb auch nichts mit dem Senderecht oder auch nur dem Urheberrecht zu tun, sondern stützt sich auf öffentliches Recht (Rundfunkbeitragsstaatsvertrag).

#### Senderecht und Internet
Abgrenzungsschwierigkeiten bereiten eine Reihe von (relativ modernen) Formen der Werkvermittlung über das Internet. Dort stellt sich vielfach die Frage, ob und wann das Sende- und wann das Recht der öffentlichen Zugänglichmachung (§ 19a UrhG) tangiert wird. Die Unterscheidung spielt insbesondere für die Rechte des Schutzberechtigten sowie für die Anwendbarkeit einiger Schrankenregelung eine Rolle. So kann etwa das Recht des Sendeunternehmens nur dann entstehen, wenn ein Werk im Sinne des § 20 UrhG gesendet wird, nicht jedoch in Fällen öffentlicher Zugänglichmachung.
Umstritten war in der Rechtsprechung beispielsweise lange Zeit, ob bzw. in welche Verwertungsrechte so genannte Online-Videorecorder eingreifen. Bei diesen handelt es sich um Internetangebote, die es ihren Nutzern erlauben, mittels Auswahl aus einem digitalen Programmführer einzelne oder mehrere Fernsehsendungen aufzeichnen. Die Aufzeichnung wird sodann mittels der technischen Infrastruktur des Anbieters vorgenommen; nach Ende der Ausstrahlung kann sich der Nutzer die Fernsehsendung als Videodatei herunterladen. Nach Auffassung des Bundesgerichtshofs (BGH) greift der Betreiber eines solchen Online-Videorecorders regelmäßig nicht in das Recht der öffentlichen Zugänglichmachung (§ 19a UrhG) ein, weil die konkrete Aufnahme jeweils nur einer einzigen Person zugänglich gemacht wird (die sich selbst auf die Privatkopierfreiheit stützen kann). Hingegen wertet der BGH die Tätigkeit des Betreibers – im Einzelnen abhängig von der technischen Ausgestaltung des Angebots – als Eingriff in das Senderecht (in Form einer Weitersendung i. S. d. § 87 Abs. 1 Satz 1 UrhG). Für die Eigenschaft als Sendung lässt der BGH dabei die Weiterleitung des Sendesignals von der Satelliten-Antenne als Empfangsgerät zum Online-Videorecorder als Aufnahmevorrichtung genügen. Der Eingriff in das Senderecht ergab sich für ihn im Streitfall daraus, dass die Sendung an hinreichend viele Nutzer zur Aufzeichnung übermittelt wurde, um die geforderte Öffentlichkeit zu begründen.
Die beschriebene Abgrenzungsproblematik stellt sich auch bei individualisierten Diensten wie so genannten personalisierten Internetradios. Diese generieren auf Grundlage der Präferenzen des Anwenders individuelle Radio-„Streams“, die der Nutzer zu jedem Zeitpunkt einschalten kann; teilweise werden auch bestimmte künstler- oder genrespezifische Streams angeboten, die von interessierten Internetnutzern abgespielt werden können. Die Bewertungen solcher Angebote gehen weit auseinander: Ein Teil der Literatur sieht darin öffentliche Zugänglichmachungen, was zum Beispiel mit der bei vielen Internetradios gegebenen interaktiven Beeinflussbarkeit durch Funktionen wie „Titel überspringen“ oder „Pause“ begründet wird; ein anderer Teil bejaht das Vorliegen einer Sendung, weil die Angebote durch eine vom Anbieter vorgegebene Struktur geprägt sind und die Streams nur zum Zeitpunkt der Ausstrahlung abrufbar sind; wieder ein anderer Teil meint, personalisierte Webradios griffen in ein unbenanntes Recht der öffentlichen Wiedergabe („Online-Verbreitungsrecht“) ein. Bei bloß individuell generierten und zugänglichen Streams ist jedenfalls auch fraglich, inwiefern überhaupt eine Öffentlichkeit vorliegt.

#### Europäische Satellitensendung
Der Schutzgegenstand von § 20a UrhG ist die europäische Satellitensendung. Eine „Satellitensendung“ im Sinne von § 20a UrhG ist „die unter der Kontrolle und Verantwortung des Sendeunternehmens stattfindende Eingabe der für den öffentlichen Empfang bestimmten programmtragenden Signale in eine ununterbrochene Übertragungskette, die zum Satelliten und zurück zur Erde führt“ (§ 20a Abs. 3 UrhG). Sie ist zusätzlich „europäisch“, wenn sie entweder a) in einem EU-Mitgliedstaat oder EWR-Vertragsstaat ausgeführt wird und in diesem als erfolgt gilt (§ 20a Abs. 1 UrhG) oder b) in einem Drittstaat mit niedrigerem Schutzniveau ausgeführt wird (§ 20a Abs. 2 UrhG). Die Sendedefinition in § 20a Abs. 3 UrhG entspricht nicht dem gemeinen Verständnis des Begriffs, wonach unter einer Satellitensendung üblicherweise nur die Ausstrahlung zum und vom Satelliten zu verstehen sein dürfte und nicht schon die Eingabe der Sendung in die Übertragungskette. Sie deckt sich insoweit auch nicht mit dem Begriff der Sendung [durch Satellit] in § 20 UrhG, kann also auch nicht zur Auslegung des allgemeinen Senderechts herangezogen werden.

#### Weitersendung
Das Senderecht schließt das Recht zur Kabelweitersendung ein, also das Recht, ein gesendetes Werk im Rahmen eines zeitgleich, unverändert und vollständig weiterübertragenen Programms durch Kabelsysteme oder Mikrowellensysteme weiterzusenden (vgl. § 20b Abs. 1 Satz 1 UrhG).